# Ателькин, Сергей Валерьевич
Серге́й Вале́рьевич Ате́лькин (укр. Сергій Валерійович Ателькін; 8 января 1972, Кировское, Донецкая область — 1 октября 2020, Львов) — советский и украинский футболист, нападающий. Работал тренером-селекционером «Шахтёра» Донецк.

## Футбольная биография

### Клубная
В большой футбол пришёл благодаря детскому турниру «Кожаный мяч». Был замечен Валерием Яремченко, который пригласил его в дубль команды донецкого «Шахтёра».
С 1990 года стал игроком основного состава команды. Участвовал в советском футбольном чемпионате 1990 и 1991 годов.
В 1995 году, не найдя общий язык с тренерами, был отдан в аренду в кременчугский «Кремень». Перед началом второго круга сезона 1995/96 команда занимала 16-е место из 18. После прихода из «Шахтёра» Ателькина, Матвеева и Леонова (все были арендованы), во второй половине сезона по набранным очкам команда уступила только чемпионам страны киевским динамовцам, дошла до полуфинала кубка Украины и заняла итоговое 9-е место.
В сезоне 1995/96 «Шахтёр» занял 10-е место. Ателькин был возвращен из аренды и стал игроком основного состава.
По итогам сезона 1996/97 клуб занял второе место и выиграл кубок Украины. В финале Сергей забил победный гол.
Участвуя в матчах Кубка кубков УЕФА сезона 1997—1998, обратил на себя внимание селекционеров итальянского клуба «Лечче», который в 1997 году завоевал право играть в Серии A. В 1997 подписал с клубом контракт.
Сначала постоянно выходил в основном составе со стартовых минут (дебютировал в домашнем матче против «Ювентуса»). Затем, получив травму в начале второго круга, в состав попадать перестал. Провел в Серии A 16 матчей и по разу поразил ворота «Ромы», «Наполи» и «Болоньи» соответственно. Клуб «Лечче» занял 17-е место из 18 и отправился в Серию B.
По итальянским законам клуб Серии B может заявить только 2 иностранцев из государств, не входящих в Европейский союз. Причем один из них должен быть младше 21 года. Так как в команде было 7 игроков из стран-не-членов ЕС, Ателькин на правах аренды перешёл в португальский клуб «Боавишта».
Ателькин не вписался в игровую схему команды и игроком основного состава так и не стал, лишь изредка выходя на замену. В 1999 году вернулся в расположение команды «Лечче», которая уже не был заинтересована в его услугах. Контракт с командой был расторгнут, и Ателькин получил статус свободного агента.
С 1999 года Ателькин вновь игрок команды «Шахтёр». Вместе с командой стал чемпионом Украины 2002 года и 2 года подряд выигрывал кубок Украины. За годы своих выступлений, форвард сумел забить 82 гола в разных официальных турнирах за «горняков», что позволило ему войти в десятку самых результативных футболистов «Шахтёра». В 2002 году 30-летний форвард перешёл в донецкий «Металлург». С командой завоевал бронзовые медали чемпионата Украины 2003 года.
В 2003 году закончил карьеру игрока. По предложению Рината Ахметова стал работать тренером-селекционером.
Скончался в ночь на 1 октября 2020 года. Причина — проблемы с сердцем. Умер в служебной квартире в г. Львове, куда незадолго до смерти приехал работать в качестве тренера-селекционера ФК «Львов»

### Сборная Украины
За сборную Украины играл в 2-х матчах отборочного этапа чемпионата мира 1998 года:
- 11 октября 1997 года в Ереване в матче против сборной Армении вышел на замену на 80-й минуте, заменив Андрея Шевченко.
- 29 октября 1997 в первом матче плей-офф, проходившем в Загребе против команды Хорватии, был заменен на 54-й минуте.

## Статистика выступлений

### Клубная
| Клуб             | Сезон            | Чемпионат | Чемпионат | Кубок | Кубок | Еврокубки | Еврокубки | Всего | Всего |
| Клуб             | Сезон            | Игры      | Голы      | Игры  | Голы  | Игры      | Голы      | Игры  | Голы  |
| ---------------- | ---------------- | --------- | --------- | ----- | ----- | --------- | --------- | ----- | ----- |
| Шахтёр           | 1990             | 5         | 0         | 2     | 0     | -         | -         | 7     | 0     |
| Шахтёр           | 1991             | 15        | 0         | 3     | 0     | -         | -         | 18    | 0     |
| Шахтёр           | 1992             | 17        | 2         | 5     | 0     | -         | -         | 22    | 2     |
| Шахтёр           | 1992/93          | 29        | 11        | 2     | 1     | -         | -         | 31    | 12    |
| Шахтёр           | 1993/94          | 27        | 11        | 3     | 1     | -         | -         | 30    | 12    |
| Шахтёр           | 1994/95          | 19        | 6         | 7     | 1     | 2         | 0         | 28    | 7     |
| Шахтёр           | 1995/96          | 7         | 0         | -     | -     | 1         | 1         | 8     | 1     |
| Кремень          | 1995/96          | 14        | 5         | 4     | 1     | -         | -         | 18    | 6     |
| Шахтёр           | 1996/97          | 24        | 11        | 4     | 1     | -         | -         | 28    | 12    |
| Шахтёр           | 1997/98          | 15        | 6         | 2     | 1     | 5         | 5         | 22    | 12    |
| Лечче            | 1997-98          | 16        | 3         | -     | -     | -         | -         | 16    | 3     |
| Лечче            | 1998-99          | -         | -         | 4     | 0     | -         | -         | 4     | 0     |
| Боавишта         | 1998/99          | 10        | 3         | -     | -     | -         | -         | 10    | 3     |
| Шахтёр           | 1999-00          | 9         | 1         | 2     | 1     | -         | -         | 11    | 2     |
| Шахтёр           | 2000-01          | 21        | 11        | 5     | 2     | 10        | 6         | 36    | 19    |
| Шахтёр           | 2001-02          | 15        | 2         | 5     | 1     | 4         | 0         | 24    | 3     |
| Металлург Д      | 2002-03          | 12        | 1         | 4     | 0     | -         | -         | 16    | 1     |
| Всего за Шахтёр  | Всего за Шахтёр  | 203       | 61        | 40    | 9     | 22        | 12        | 265   | 82    |
| Всего за карьеру | Всего за карьеру | 255       | 73        | 52    | 10    | 22        | 12        | 329   | 95    |

## Достижения

### Командные
- Чемпион Украины 2002 года.
- Бронзовый призер чемпионата Украины 2003 года.
- Четырёхкратный обладатель Кубка Украины.

### Личные
- Член бомбардирского Клуба Сергея Реброва: 67 голов
- Награждён орденом «За заслуги» III степени (2002)[6].